# Aleksej Bogoljubov
Aleksej Petrovič Bogoljubov (in russo Алексей Петрович Боголюбов?; Pomeran'e, 16 marzo 1824 – Parigi, 7 novembre 1896) è stato un pittore russo.

## Biografia
Bogoljubov nacque nel villaggio di Pomeran'e, ora parte del comune di Trubnikov Bor, nel governatorato di Novgorod. Suo padre era il colonnello in congedo Pëtr Gavrilovič Bogoljubov. Il nonno materno era il noto filosofo e sociologo Aleksandr Radiščev.
Nel 1841, Aleksej si diplomò alla scuola militare, prestò servizio nella Marina militare russa e viaggiò verso molti paesi. Nel 1849 iniziò a frequentare le lezioni dell'Accademia di belle arti di San Pietroburgo, dove studiò sotto la guida di Maksim Vorob'ëv. Il giovane pittore fu molto influenzato da Ivan Ajvazovskij. Nel 1853 terminò gli studi all'Accademia, conseguendo la medaglia d'oro. Si congedò dalla Marina come ufficiale e fu nominato artista per i quartieri generali della stessa Marina. 
Dal 1854 al 1860 viaggiò per l'Europa e lavorò proficuamente. A Roma, fece la conoscenza di Aleksandr Ivanov, che lo convinse a concentrarsi maggiormente sul disegno. A Düsseldorf, Bogoljubov prese lezioni dal pittore Andreas Achenbach. A Parigi ammirò gli artisti della Scuola di Barbizon. I pittori francesi Camille Corot e Charles-François Daubigny erano suoi buoni amici e collaboratori. Dipinse gli affreschi della cattedrale ortodossa parigina di Sant'Alessandro Nevskij.
Bogoljubov tornò in Russia nel 1860. Esibì i suoi quadri in una mostra all'Accademia e gli fu conferito il titolo di professore: per qualche tempo insegnò all'Accademia. Negli anni 1860 viaggiò lungo il Volga. I suoi dipinti persero ogni traccia di romanticismo e acquisirono invece un vivave realismo. Nel 1871 divenne membro dell'Accademia imperiale di belle arti. 
A partire dal 1870 si avvicinò al movimento artistico dei Peredvižniki, partecipando a tutte le loro mostre. Divenne membro della loro cooperativa. Molto più anziano degli altri artisti del gruppo, aveva alcune riserve sulle loro idee sociali. Nel 1873 Bogoljubov lasciò l'Accademia in segno di solidarietà verso i Peredvižniki. Cercò anche di fondare a Roma un'accademia russa di belle arti alternativa.
Dopo il 1873 Bogoljubov visse soprattutto a Parigi, malato di cuore. La sua casa era come una colonia russa: fra i visitatori abituali vi erano Ivan Turgenev, Il'ja Repin, Vasilij Polenov, Mark Antokol'skij, Vasilij Vereščagin.
Nel 1885 Bogoljubov aprì un museo d'arte a Saratov, il Museo d'arte Radiščev, che prese nome da suo nonno. Aprì al pubblico sette anni prima della Galleria Tret'jakov di Mosca e quindi anni prima del Museo russo di San Pietroburgo. Aver intitolato il museo al "primo rivoluzionario russo", Aleksandr Radiščev, era un'aperta sfida alle autorità: Bogoljubov dovette sostenere una lunga battaglia legale per ottenere l'autorizzazione.
Morì il  3 febbraio 1896 a Parigi. Lasciò tutto il suo cospicuo patrimonio di circa 200 000 rubli al museo e alla sua scuola di pittura. La scuola di pittura fu aperta dopo la morte di Bogoljubov e intitolata a lui (Боголюбовское Рисовальное Училище, Bogoljubovskoe Risoval'noe Učilišče). Sarà frequentata da Viktor Borisov-Musatov, Aleksej Karev e Pavel Kuznecov.

## Galleria d'immagini

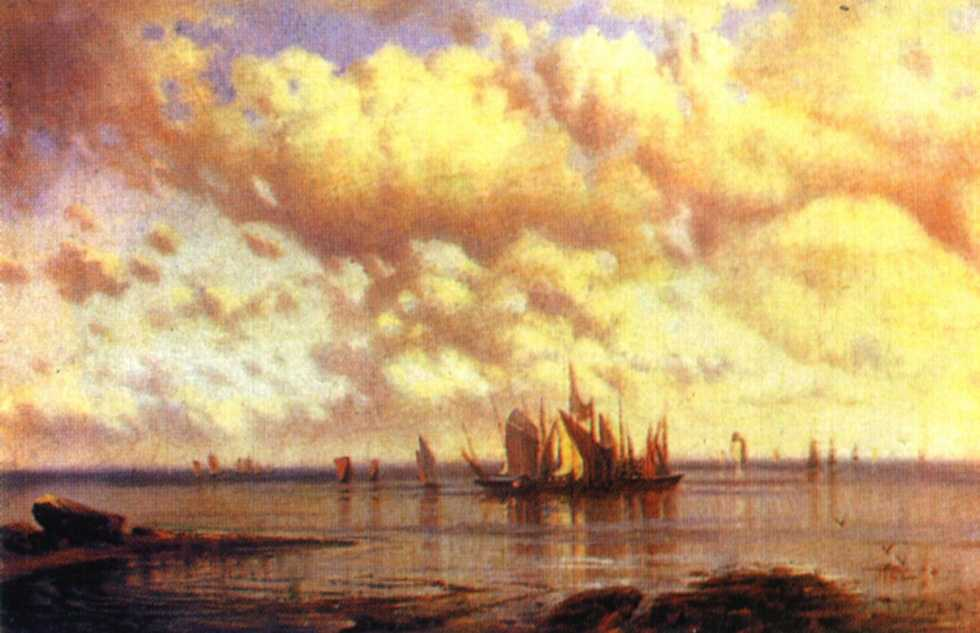
Navi (1860)
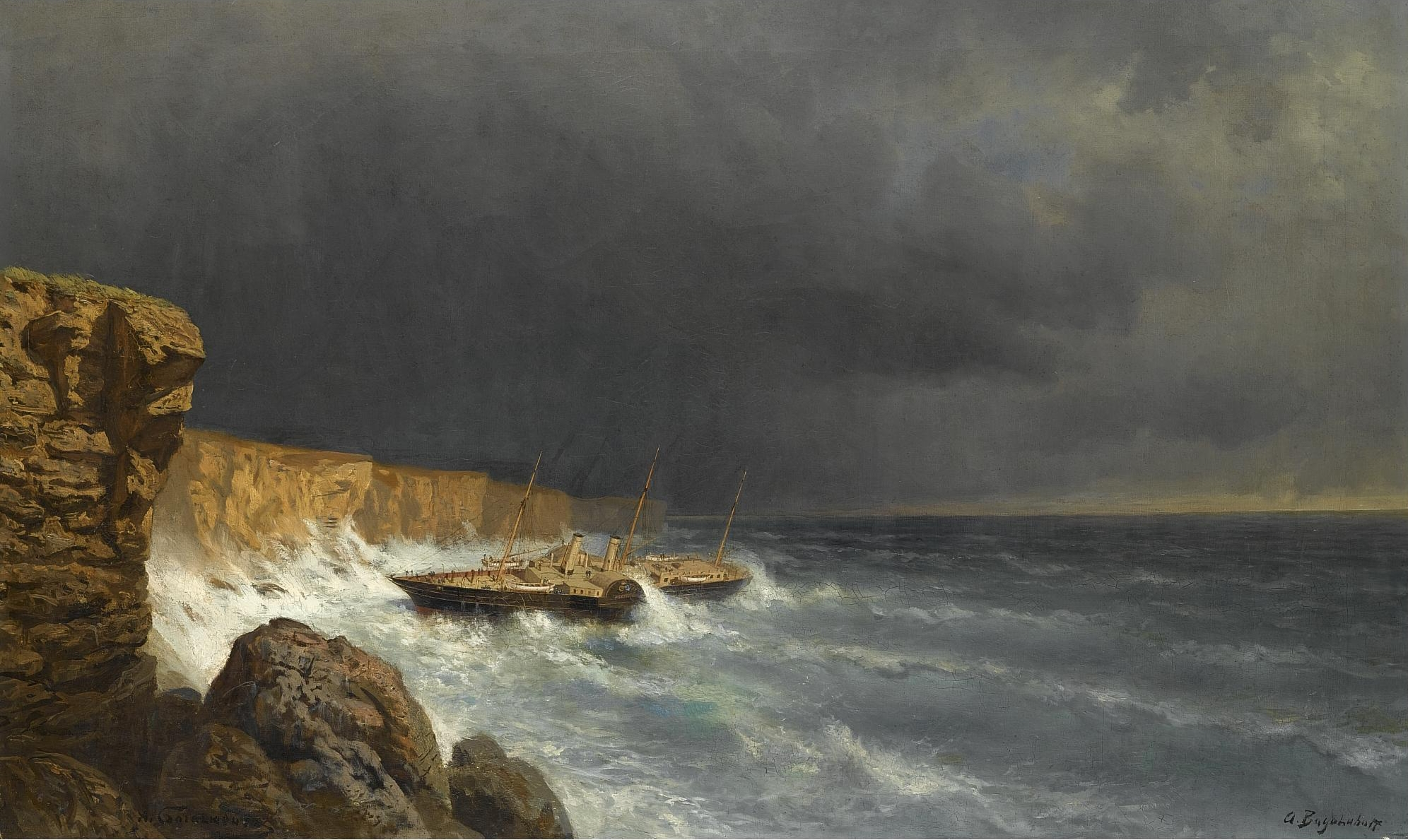
Il naufragio della Livadija
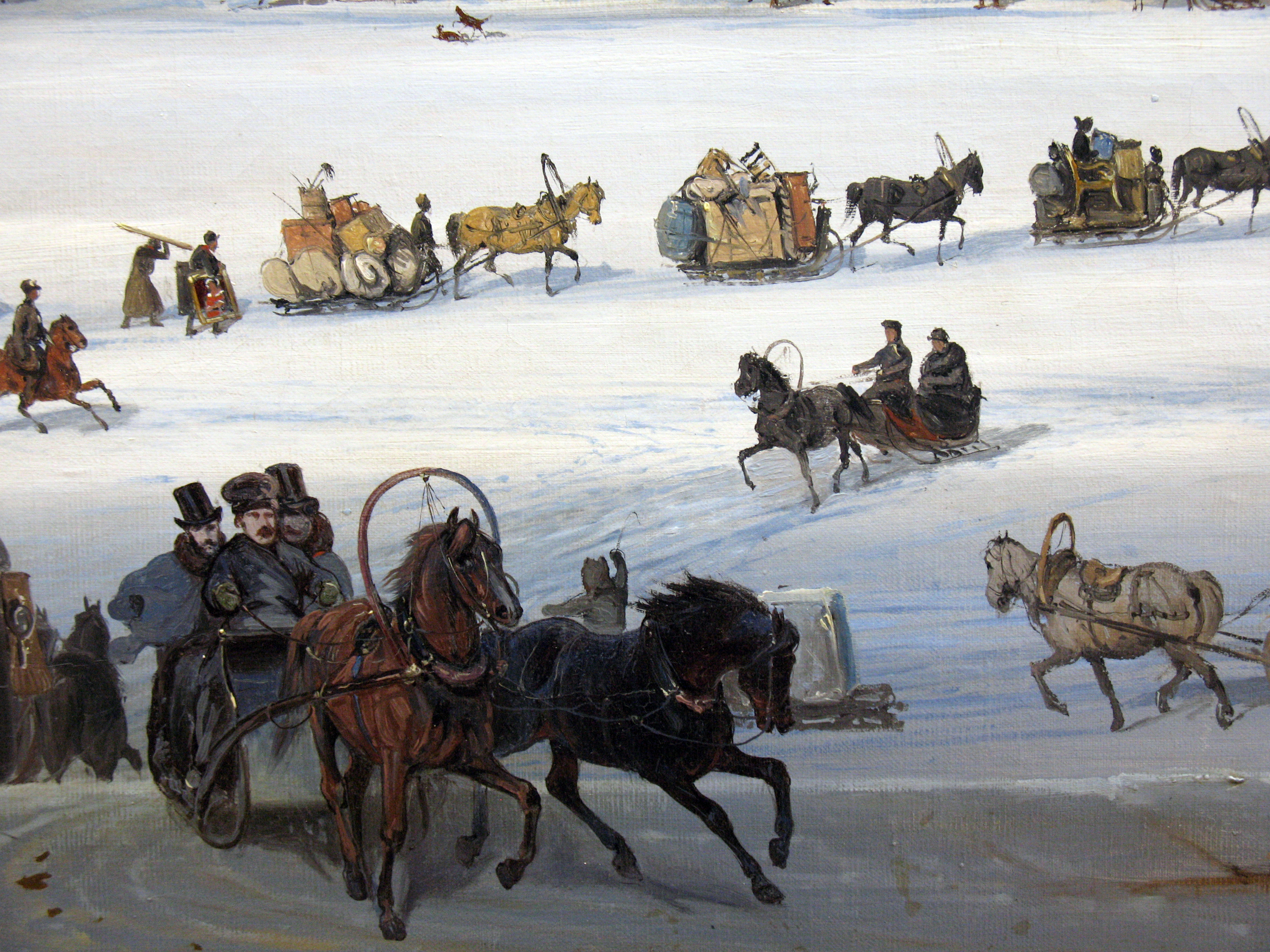
Slitte sulla Neva (dettaglio)
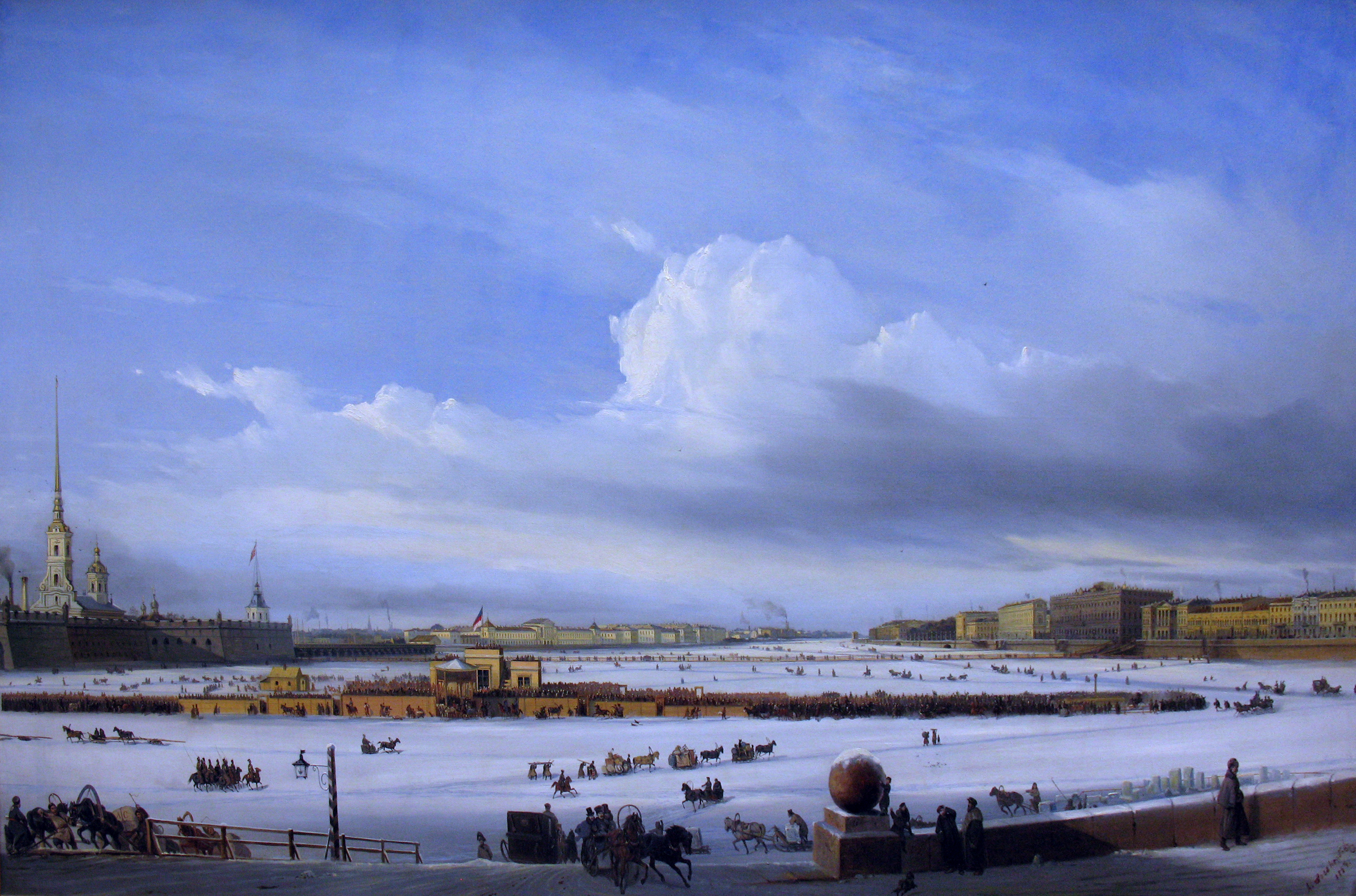
Slitte sulla Neva